# Freistadt
Freistadt est une ville autrichienne, le chef-lieu du district de Freistadt dans le Land de Haute-Autriche. Elle se trouve au nord du pays, près de la frontière tchèque, et est une des rares villes en Autriche à avoir conservé la presque intégralité de ses fortifications médiévales.

## Géographie
La cité se situe dans la région de Mühlviertel dans un vaste bassin au milieu du plateau granitique d'Autriche, la partie sud-est du massif de Bohême. Le centre ville se trouve à 17 kilomètres au sud de la frontière tchèque et à 38 kilomètres au nord-est de Linz, capitale du Land. 

## Histoire
Fondée en 1220, Freistadt se trouve sur la voie commerciale qui relie la Bohême à l'Autriche. En profitant de plusieurs privilèges (tous les  commerçants doivent payer pour avoir le droit de traverser la ville) et de  sa position stratégique, la ville fait vite fortune. Pour protéger la  ville contre des incursions hostiles, une fortification impressionnante est construite, qui existe encore aujourd'hui. Après la guerre de Trente Ans, la Bohême fait partie du royaume des Habsbourg et par conséquent Freistadt perd sa signification comme ville frontière.

## Culture

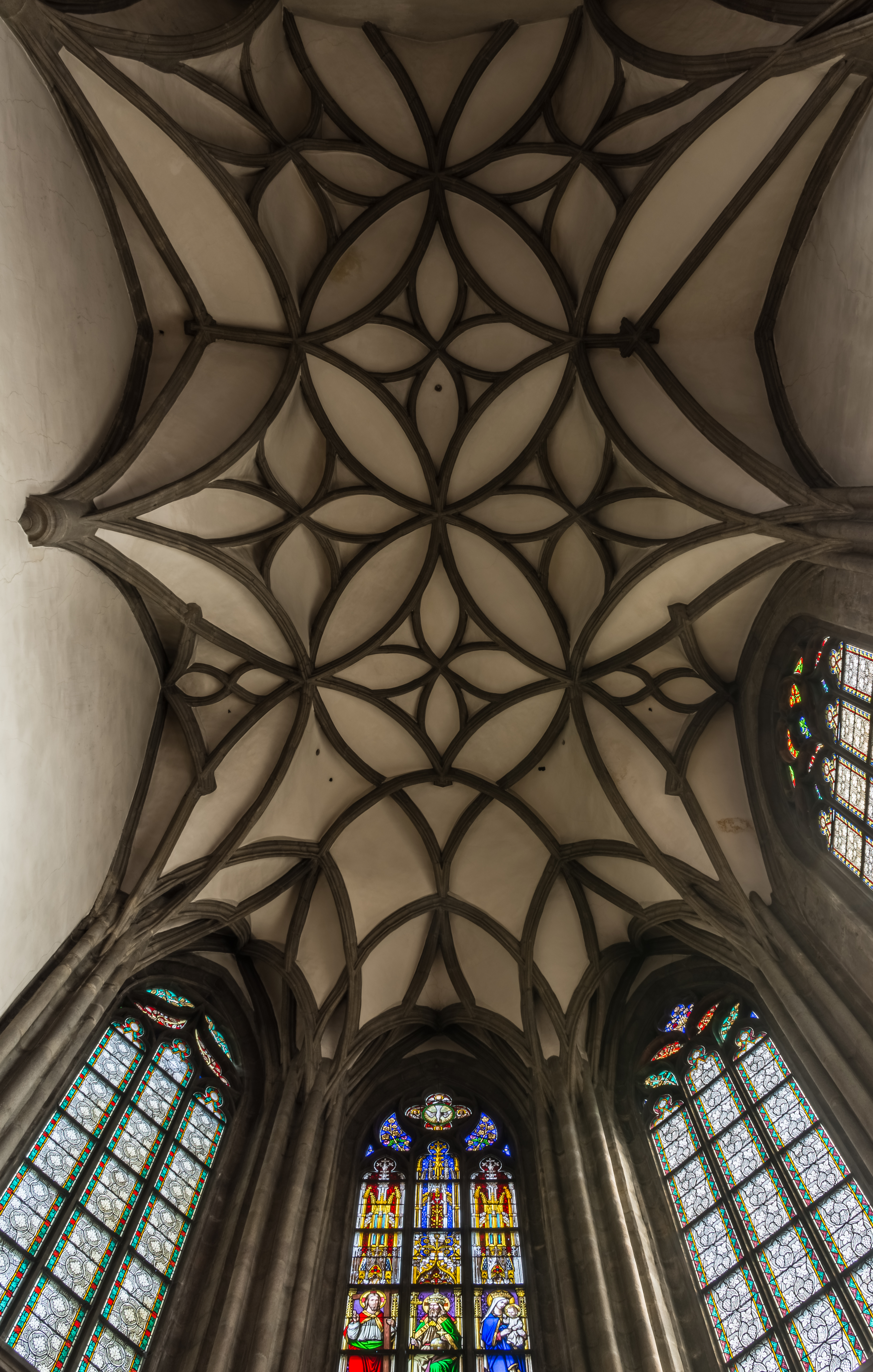
Plafond de l'église de la paroisse de Freistadt.

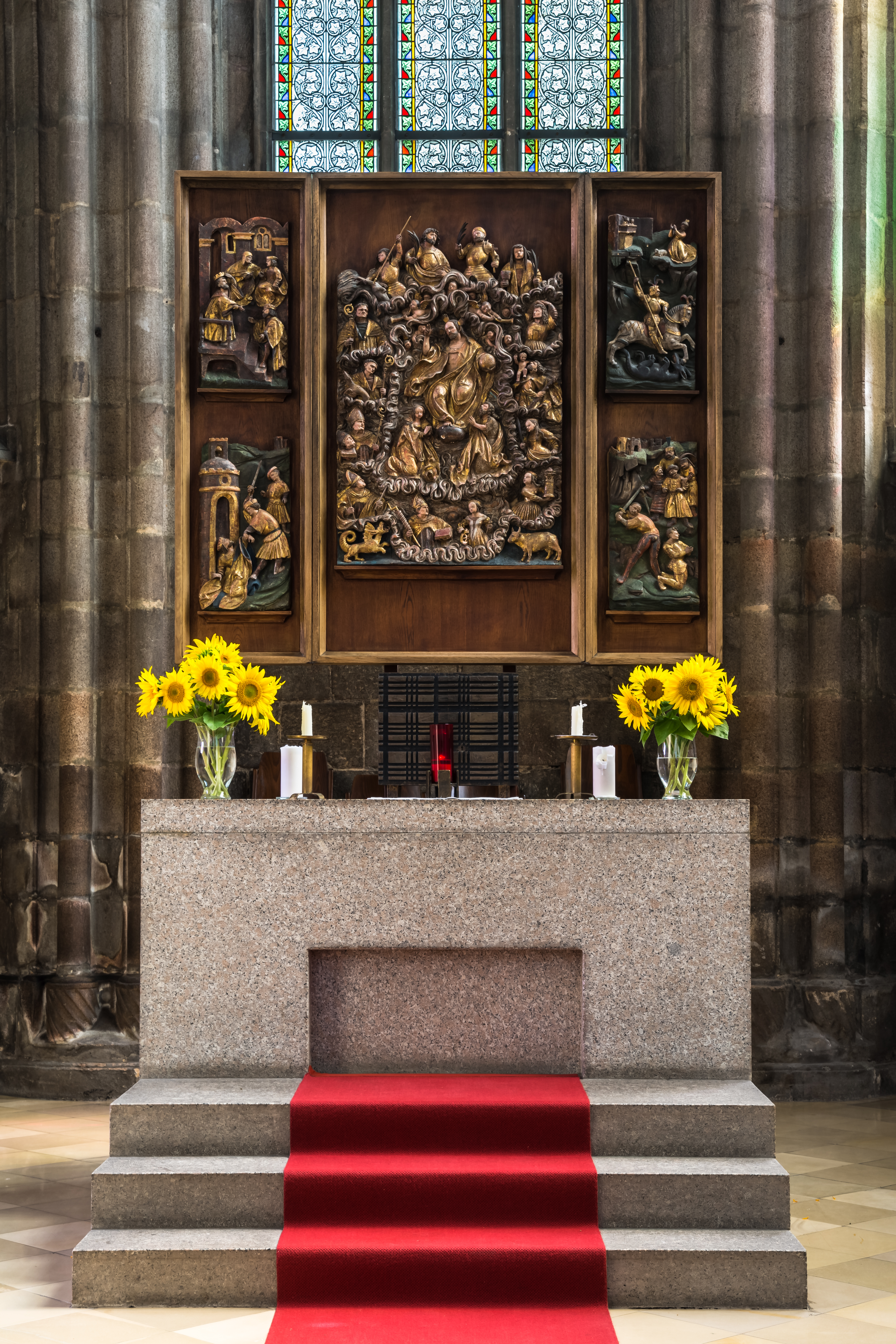
Autel de l'église. Œuvre de 1520 environ d'un maître anonyme de l'École du Danube.

Le musée de la ville dispose de quelque 18 000 pièces d’exposition qui sont en rapport avec l'histoire de la ville. Les visiteurs y trouvent une grande collection de peintures sur verre, de céramiques ainsi que des outils d’artisans. D’ailleurs le musée organise régulièrement des expositions de peintres, photographes.
À Freistadt on trouve la dernière commune de brasserie au sein de l’Europe, dans laquelle tous les propriétaires de la vieille ville ont une participation.

## Personnalités
- Hubert Hanghofer (1951-), designer autrichien, est né à Freistadt.
- Karl Kronberger (ou Carl Kronberger, 1841-1921), peintre autrichien, est né à Freistadt.